# Napomyza cichorii
Napomyza cichorii är en tvåvingeart som beskrevs av Spencer 1966. Napomyza cichorii ingår i släktet Napomyza och familjen minerarflugor. Inga underarter finns listade i Catalogue of Life.